# 王淑妃 (後唐)
王淑妃（？—947年6月24日），中国五代十国后唐第二代明宗皇帝李嗣源宠妃，被称作五代第一美女，永安公主生母，許王李从益養母。

## 生平
王氏出身平民，為邠州卖饼人家之女，姿色美豔，肌膚雪白，号称“花见羞”。十七歲時，被卖给後梁大将刘鄩为侍女，刘鄩去世，王氏无所归。当时，李嗣源夏夫人已经去世，方求别室，有人将王氏的事告诉了安重诲，安重诲告知李嗣源，王氏被纳为妾。王氏性情温柔，心地善良，得到刘鄩很多钱後，都给了李嗣源左右及诸子妇，人人皆称誉王氏，李嗣源更爱她了。而曹夫人为人简质，常避事，于是王氏专宠，王氏生下一個女兒永安公主，並收養許王李从益為養子。
926年，李嗣源即皇帝位，议立皇后，曹夫人当立，曹夫人对王氏说：“我素多病，而性不耐烦，妹当代我。”王氏回答：“后，帝匹也，至尊之位，谁敢干之！”于是立曹氏为皇后，天成三年（928年）正月册立王氏为德妃。王德妃事奉曹皇后也很恭谨，每次明宗李嗣源早起洗漱，都是王德妃执事在左右，李嗣源罢朝与皇后吃饭，王德妃侍立，帝后吃完乃退，未尝少懈，皇后之心也很喜爱她。但宫中之事，都是王德妃做主。长兴二年（931年）四月，王德妃进号淑妃，明宗得病，王淑妃与宦官孟汉琼结纳左右，遂专用事，杀安重诲、秦王李从荣，她都参与了。刘鄩诸子，都以王淑妃的缘故，封拜官爵。应顺元年（934年）闰正月十三日，愍帝李从厚即位，册尊曹皇后为皇太后，王淑妃为皇太妃。起初，明宗有后宫生下儿子，王淑妃作为养母，是为许王李从益。李从益乳母司衣王氏，见明宗已老，秦王李从荣握兵，想归附李从荣，说：“兒思秦王。”当时李从益已四岁，司衣王氏又数次教李从益自言要求见秦王。明宗派乳母带着李从益往来秦府，司衣王氏遂与李从荣私通，李从荣通过王氏伺察宫中的动静。李从荣已死，司衣王氏口出怨言，说秦王派兵入宫保卫天子，但以谋反被诛。愍帝李从厚知道后，大怒，赐司衣王氏死，事连王太妃，于是李从厚不悦，想迁她到至德宫，以曹太后和王太妃关系好，怕伤其意而止，但是待之甚薄。
废帝李从珂入立，参加置酒在太妃的宫院，太妃举酒说：“愿辞皇帝为比丘尼。”李从珂大惊，问其缘故，太妃说“小兒处偶得命，若大人不容，则死之日，何面见先帝！”因此泣下。李从珂也为此凄然，待她颇厚。石敬瑭兵犯京师，李从珂聚族将自焚。王太妃对曹太后说：“事情紧急，应该稍稍回避，以待姑爷入京（石敬瑭是李嗣源的女婿）。”曹太后说：“我家至此，何忍独生，妹自勉之！”曹太后与李从珂自焚而死，而王太妃与许王李从益及其妹藏在鞠院以免死难。
石敬瑭即位为晋高祖，王太妃自请为尼，石敬瑭不同意，把她迁到至德宫。後晋迁都汴京，太妃母子也到东都，置于宫中，石敬瑭的李皇后（李嗣源女）事太妃如母。天福四年（939年）九月癸未，石敬瑭以郇国三千户封唐许王李从益为郇国公，以奉唐朝包括后唐的祭祀，服色、旌旗一依旧制。太常议立庄宗、明宗、愍帝三室，以至德宫为庙；诏立高祖、太宗，为五庙，使李从益岁时主祠。
出帝石重贵即位，太妃母子都回洛阳。契丹入侵京师，赵延寿所娶的明宗女儿兴平公主已死，耶律德光为赵延寿娶李从益之妹永安公主。公主不知其母是谁，一直被太妃抚养，太妃至京师主婚礼。耶律德光见明宗画像，焚香再拜，对太妃说：“明宗与我约为弟兄，尔吾嫂也。”然后调笑说：“今日却是我的夫人的。”耶律德光拜李从益为彰信军节度使，李从益力辞，不至官，与太妃都回洛阳。
耶律德光北归，留萧翰守汴州。汉高祖刘知远起兵太原，萧翰欲北去，派人召李从益，委托给他中原的事务。李从益母子逃到徽陵域中，以躲避使者，使者迫使他们向东都，遂以李从益权知南朝军国事。李从益御崇元殿，萧翰率契丹诸将在殿上拜，晋群臣在殿下拜。群臣谒见太妃，太妃说：“吾家子母孤弱，为翰所迫，此岂福邪？祸行至矣！”以王松、赵遠为左右丞相，李式、翟光鄴为枢密使，燕将刘祚为侍卫亲军都指挥使。萧翰留契丹兵千人给刘祚而去。
刘知远拥兵南下，李从益派人召高行周、武行德等人抵御，高行周等人不至，李从益与王松计划以燕兵闭城自守。王太妃说：“吾家亡国之余，安敢与人争天下！”派人上书迎刘知远。刘知远听说他曾经召高行周而不至，就派遣郭从义先入京师杀太妃母子。太妃临死大呼：“吾家母子何罪？何不留吾兒，使每岁寒食持一盂饭洒明宗坟上。”闻者悲之。李从益死时年十七岁。后周广顺元年（951年）四月，郭威追谥王淑妃为贤妃。
王淑妃母关氏，后晋年间封陇西郡夫人，有墓志铭存世。